# Câmpineanca
Câmpineanca è un comune della Romania di 3 534 abitanti, ubicato nel distretto di Vrancea, nella regione storica della Moldavia. 
Il comune è formato dall'unione di 3 villaggi: Câmpineanca, Pietroasa, Vâlcele.